# Parafia Najświętszego Serca Jezusowego w Niestachowie
Parafia Najświętszego Serca Jezusowego w Niestachowie – parafia rzymskokatolicka, znajdująca się w diecezji kieleckiej, w dekanacie daleszyckim. Powstała dekretem bp. Kazimierza Ryczana 28 czerwca 1995 r. Jeszcze wcześniej, już w 1983 r. staraniem mieszkańców Niestachowa oraz ks. Zdzisława Bartosza rozpoczęto budować tu kaplicę. - Mury wznoszono wysiłkiem i zaangażowaniem całej społeczności. Grunt pod budowę kaplicy ofiarowały rodziny Machulów i Wiktorów. Pierwszą Mszę św. odprawił w nowej kaplicy w 1986 r. bp Jan Gurda. 